# Lo squartatore di Los Angeles
Lo squartatore di Los Angeles (The Toolbox Murders) è un film horror diretto da Dennis Donnelly.
La pellicola è ritenuta oggi un film cult del genere slasher, nonostante incassò poco più di 150 000 dollari. Fu citato da vari film noti tra cui Omicidio a luci rosse e Pulp Fiction. Ancora oggi, la scena della pistola sparachiodi con cui viene uccisa una ragazza completamente nuda nel suo appartamento, viene ritenuta scena classica. Nel 2003 il regista Tobe Hooper ne ha girato una sorta di remake (in Italia intitolato La casa dei massacri) la cui trama mostra numerose differenze rispetto all'originale.

## Critiche
Il film è ritenuto dal sito Horror Movie Database come un "interessantissimo quanto affascinante thriller/horror che, pur diventando un piccolissimo oggetto di culto da parte di una ristrettissima cerchia di horror fan, non è mai riuscito a raggiungere quella giusta (e si potrebbe dire meritata) fama capace". Nel sito Mymovies, il giudizio è basso, contestando che "è diventato famoso per essere entrato nella lista dei cosiddetti video nasties proibiti dalla censura inglese nei primi anni '80. In effetti, è un film crudo e violento".

## Divieti e Censure
La pellicola fu vietata ai minori di 18 anni in Finlandia, Canada, Svezia, Inghilterra e Norvegia. Le ultime due citate lo tagliarono pesantemente, tanto da bandirlo in Norvegia. In Italia circola il DVD vietato ai minori di 14 anni.
La durata originale del film è di 94 minuti, anche se esistono molte edizioni in DVD accorciate dagli 87 (ad esempio in Italia) sino ai 79 minuti. La scena che fece scalpore e che per un primo momento fu censurata, fu quella dell'omicidio della Nichols con una pistola sparachiodi, integralmente nuda e insaponata che cerca di fuggire dalla vasca da bagno fin sul letto nella camera adiacente, tipico esempio di splatter e slasher.

## Curiosità
- Nel Dylan Dog numero 47, Scritto con il sangue, l'indagatore dell'incubo affronta un killer che uccide sempre le vittime con un trapano.
- Lucio Fulci prese idee da questo film per Lo squartatore di New York.
- Le scene furono esclusivamente girate a Los Angeles.